# Daniel Schröder
Daniel Schröder (* 3. Juli 1990 in Mühlhausen/Thüringen) ist ein deutscher Koch. 

## Werdegang
Nach der Ausbildung ab 2007 im Hotel zum Löwen in Duderstadt ging Schröder 2011 zum Hotel Gran Belveder in Scharbeutz und 2012 als Patissier zum Domherrenhof bei Dirk Maus in Essenheim  (ein Michelinstern). 2013 kochte er ebenfalls bei Dirk Maus in der Mühle auf dem Sandhof (ein Michelinstern). 2014 bildete er sich in Göttingen zum Küchenmeister weiter. 
2014 kochte er als Chef de Partie im Waldhotel Sonnora bei Helmut Thieltges in Dreis (drei Michelinsterne). Nach Stationen in Erfurt und Bad Laasphe wechselte er 2016 als Souschef zu Rüssels Landhaus bei Harald Rüssel in Naurath (ein Michelinstern). 2018 wurde er Küchenchef im Landgasthof Karner in Frasdorf.
Seit Anfang 2020 ist er Küchenchef im Kuno 1408 in Würzburg, das 2021 mit einem Michelinstern ausgezeichnet wurde.

## Auszeichnungen
- 2021: Ein Michelinstern für das Kuno 1408 in Würzburg[3]